# MG GS
MG GS (кит. 名爵锐腾; пиньинь Míngjué Ruìténg) — первый SUV, выпускавшийся с 2015 по 2019 год компанией MG Motor в Китае. Впервые был представлен в апреле 2015 года на Шанхайском автосалоне.

## Описание
В 2013 году на Шанхайском автосалоне был представлен концепт-кар MG CS. Дизайном руководил Энтони Уильямс-Кенни в сотрудничестве между центрами разработки Шанхая и Лонгбриджа.
GS был представлен в мае 2016 года в Лондоне, а чуть позже начались продажи. Автомобиль собран в Шанхае. С 2017 года MG GS поставляется на китайский рынок с видоизменёнными передним и задним бамперами.

В дополнение к изменениям, внесённым во внешний вид, были внесены изменения в технические характеристики. Наиболее заметное изменение — прямые ходовые огни. Улучшенные материалы и переработанные вентиляционные отверстия позаимствованы у MG ZS.

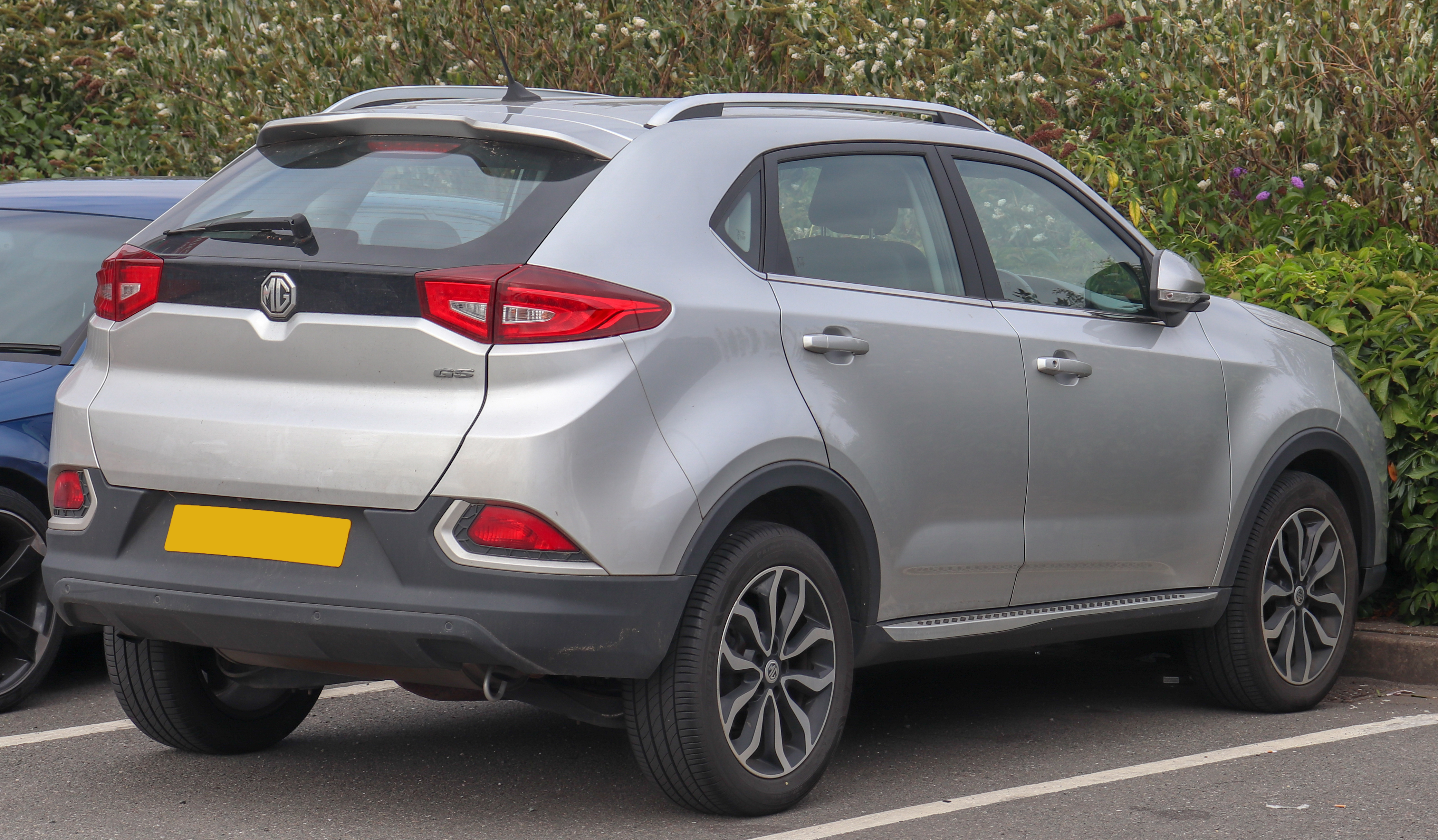
Вид сзади
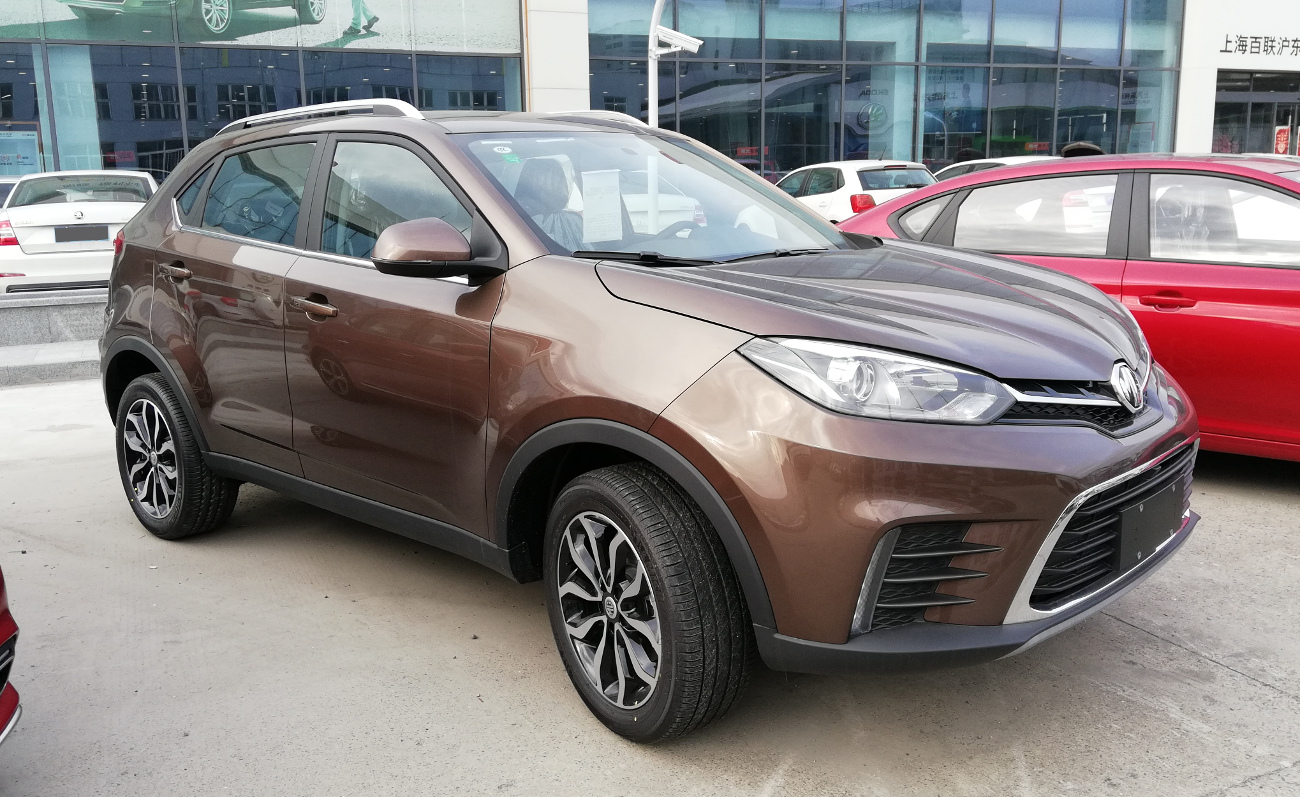
Фейслифтинг

## Двигатели
MG GS оснащался четырёхцилиндровыми бензиновыми двигателями. 1,5-литровый турбодвигатель CUBE-TEC мощностью 125 кВт (168 л. с.) и крутящим моментом 249 Н⋅м разработан совместно с General Motors. 2,0-литровый же турбодвигатель мощностью 162 кВт (217 л. с.) и крутящим моментом 350 Н⋅м разработан совместно с Opel. Автомобили с 2,0-литровым двигателем продавались на всех рынках, кроме Соединённого Королевства.
| Двигатели      | Двигатели    | Двигатели | Двигатели                            | Двигатели                | Двигатели                           | Двигатели                |
| Модель         | Конфигурация | Объём     | Мощность                             | Крутящий момент          | Максимальная скорость               | 0—100 км/ч (0–62 миль/ч) |
| -------------- | ------------ | --------- | ------------------------------------ | ------------------------ | ----------------------------------- | ------------------------ |
| 1.5L SGE 15E4E | I4           | 1,495 см3 | 125 кВт (168 л. с.) при 5,600 об/мин | 250 Н⋅м при 4,500 об/мин | 190 км/ч (118 миль/ч) (Ограничение) | 11.0 сек.                |
| 2.0L MGE 20L4E | I4           | 1,995 см3 | 162 кВт (217 л. с.) при 5,300 об/мин | 350 Н⋅м при 4,500 об/мин | 208 км/ч (129 миль/ч) (Ограничение) | 8.0 сек.                 |

## Шасси
MG GS базируется на платформе SAIC Scalable, на которой также базируется Roewe RX5. Колёсная база составляет 2650 мм, а длина — 4500 мм. Автомобиль выпускается как с передним, так и с полным приводом. Полноприводные модели не продаются в Соединённом Королевстве, но продаются в Китае и Таиланде.

## CS Concept

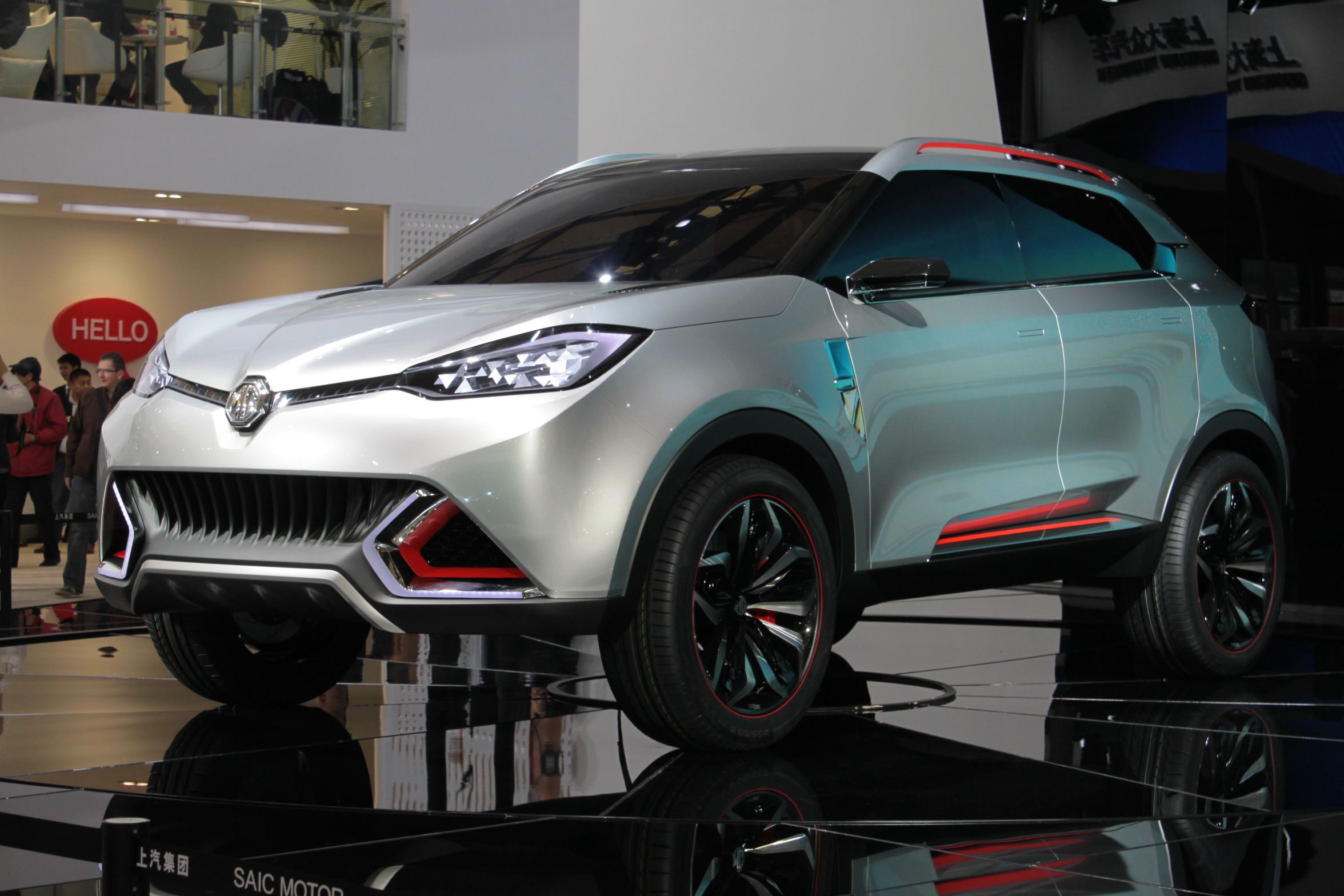
MG CS (2013)

MG CS был представлен в 2013 году на Шанхайском автосалоне. Он разработан командой дизайнеров во главе с директором по глобальному дизайну MG Энтони Уильямсом-Кенни из дизайн-студий в Лонгбридже и Шанхае.
MG CS обладает множеством поразительно уникальных особенностей, включая фары, которые имеют многогранную структуру «осколков», преломляющих свет разных цветов и формы сбоку, но сливающихся при образования спереди восьмиугольника, фирменного знака MG.

## iGS
MG iGS является концепт-каром с «умным вождением», разработанным SAIC Motor и впервые представленным в 2015 году на Шанхайском автосалоне. Буква «i» в названии обозначает «Информацию», «Интернет», «Инновации» и «Интеллект». По словам SAIC, MG iGS может выполнять ряд задач без участия водителя при скорости движения от 60 до 120 км/ч: курсирование, следование за другими автомобилями, обгон, сохранение полосы движения и перестроение.
Дистанционная и самостоятельная парковки также считаются одними из интеллектуальных функций. MG GS IGS был независимо разработан SAIC Motor и применял автоматическое управление, искусственный интеллект и визуальные вычисления. Он полностью освобождает водителя от традиционного замкнутого цикла движения на дорогах для людей и использует ряд передовых технологий.

## Реклама
Летом 2016 года по телевидению в Соединённом Королевстве была показана серия рекламных роликов, посвящённых роли MG GS в повседневной жизни типичной нуклеарной семьи (мама, папа, Джек и Полли). Смысл первого объявления заключался в том, чтобы найти любой предлог, чтобы прокатиться на GS и пригласить семью на пиццу, следующие объявления были в большей степени основаны на активности. Реклама приобрела культовый статус на YouTube.

## Продажи
| Год  | Таиланд |
| ---- | ------- |
| 2016 | 471     |
| 2017 | 2,328   |
| 2018 | 2,038   |
| 2019 | 1,037   |